# Thuidium cymbifoliolum
Thuidium cymbifoliolum är en bladmossart som först beskrevs av C. Müller, och fick sitt nu gällande namn av Jean Édouard Gabriel Narcisse Paris 1898. Thuidium cymbifoliolum ingår i släktet tujamossor, och familjen Thuidiaceae. Inga underarter finns listade i Catalogue of Life.